# Луиђи Гана
Луиђи Гана (итал. Luigi Ganna; 1. децембар 1883. — 2. октобар 1957) је бивши италијански професионални бициклиста. Гана је први победник Ђиро д’Италије, одржане 1909. године. Исте године је освојио и Милано—Санремо.

## Каријера
Луиђи Гана је рођен у Индуно Олони, у близини Варезе, у Ломбардији, каријеру је почео 1904 као индивидуалац, а 1905. је почео професионалну каријеру, у Италијанском тиму Рудж. Прве сезоне је освојио трећа места на Ђиро ди Ломбардији и на трци Бријанзола. 1906. је остварио прву победу, освојио је Куп Вал трку и Милан—Ђови—Милан. На Ђиро ди Ломбардији завршио је трећи.
1907. је освојио престижни италијански класик Милан—Торино и друго место на Ђиро ди Сицилија трци. Возио је и свој први Тур де Франс, али га је напустио током шесте етапе. На крају сезоне, освојио је треће место на Ђиро ди Ломбардији. 1908. није остварио ниједну победу, освојио је друго место на Милан—Санрему и на Ђиро ди Ломбардији и пето место на Тур де Франсу.
1909. освојио је етапу на трци Рим—Наполи—Рим, а затим је остварио највећу победу, постао је први Италијан који је освојио Милан—Санремо. 1909. је, по угледу на Тур де Франс, формирана италијанска трка, Ђиро д’Италија, Гана је био први победник, уз освојене три етапе. Тур де Франс је напустио током треће етапе. 1910. је освојио друго место на националном првенству, треће место на Ђиро д’Италији, где је победио на три етапе, друго место на Ђиро ди Ломбардији и освојио је трку Милан—Модена.
1911. је освојио прву етапу на трци Торино—Фиренца—Рим, где је завршио трећи у генералном пласману. Трећи је завршио и на Милан—Санрему. 1912. је освојио трку гран фондо Милан. 1913. је завршио на 20 месту на Милан—Санрему и на петом месту на Ђиро д’Италији. 1914. завршио је шести на Милан—Санрему. Возио је и 1915. али није остварио победу. Због Првог светског рата завршио је каријеру.
Године 1947. стартовао је Ђиро са 63 године, возећи прву етапу.